# Sarah Dumont
Sarah Dumont (6 maart 2007) is een Belgisch zwemster.

## Carrière
In 2024 verbeterde Dumont op 17-jarige leeftijd twee Belgische records tijdens twee manches van het Mare Nostrum Circuit. Op de eerste manche in het Franse Canet-en-Roussillon verbeterde ze op 26 mei in de A-finale met een tijd van 2.09,92 het Belgische record op de 200 meter vlinderslag, dat op naam van haar zus Valentine stond. Op 30 mei verbeterde ze tijdens de tweede manche in Barcelona het 24 jaar oude Belgische record van Yseult Gervy op de 400 meter wisselslag met een besttijd van 4.45,35. In dat jaar won ze drie medailles op de EK voor junioren in Vilnius (Litouwen). Ze behaalde zilver op de 400 meter wisselslag in een Belgisch record van 4.42,44. Op de 200 m wisselslag won ze goud in een Belgisch record van 2.09,64. Op de slotdag won ze in een persoonlijk record brons op de 400 meter vrije slag.
Dumont is afkomstig uit de Waalse stad Namen. Haar nicht Juliette Dumont is eveneens een Belgisch competitiezwemster.

## Persoonlijke records

### Langebaan
| afstand           | tijd         | datum       | plaats  |
| ----------------- | ------------ | ----------- | ------- |
| 400 m vrije slag  | 4.11,48      | 7 juli 2024 | Vilnius |
| 100 m vlinderslag | 59,81 s      | 4 juli 2024 | Vilnius |
| 200 m vlinderslag | 2.09,64 (NR) | 6 juli 2024 | Vilnius |
| 400 m wisselslag  | 4.42,44 (NR) | 2 juli 2024 | Vilnius |

### Kortebaan
| afstand           | tijd    | datum            | plaats          |
| ----------------- | ------- | ---------------- | --------------- |
| 400 m vrije slag  | 4.10,04 | 14 oktober 2023  | Saint-Dizier    |
| 100 m vlinderslag | 1.00,78 | 11 november 2023 | Sint-Amandsberg |
| 200 m vlinderslag | 2.12,36 | 12 november 2023 | Sint-Amandsberg |
| 400 m wisselslag  | 4.42,29 | 13 november 2022 | Leuven          |